# Acutiramus
Acutiramus é um gênero de euriptérido predador gigante, um grupo extinto de artrópodes aquáticos. Fósseis de Acutiramus foram descobertos em depósitos da idade do Siluriano Superior ao Devoniano Inferior. Oito espécies foram descritas, cinco da América do Norte (incluindo Acutiramus cummingsi, a espécie-tipo) e duas da República Tcheca (com uma delas potencialmente encontrada também na Austrália). O nome genérico deriva do latim acuto ("agudo" ou "afiado") e do latim ramus ("ramo"), referindo-se ao ângulo agudo do dente final das garras em relação ao resto da garra.
Acutiramus é classificado como parte da família de euriptéridos Pterygotidae, uma família diferenciada de outros euriptéridos por seus telsons (o segmento mais posterior do corpo) achatados e suas quelíceras (apêndices frontais) modificadas, terminando em quelas (garras) bem desenvolvidas. Muitos euriptéridos pterigotídeos, como Jaekelopterus e Pterygotus, cresceram a proporções gigantescas. Acutiramus não foi exceção, com a maior espécie, Acutiramus bohemicus, ultrapassando 2 metros de comprimento. No entanto, nem todas as espécies eram tão grandes, com algumas (como Acutiramus floweri) atingindo apenas 20 cm de comprimento.
Outros euriptéridos pterigotídeos gigantes, como Jaekelopterus e Pterygotus, tinham uma visão muito aguçada, de forma semelhante aos artrópodes predadores modernos, e possuíam quelas robustas e esmagadoras. Estudos sobre os olhos compostos e as quelíceras de Acutiramus revelaram que ele teria uma acuidade visual comparativamente baixa e garras adaptadas para cortar e cisalhar, em vez de esmagar. Isso sugere que o papel ecológico de Acutiramus era distinto do de outros pterigotídeos, vivendo potencialmente um estilo de vida de predação por emboscada ou necrofagia de animais de corpo mole, alimentando-se durante a noite ou em outras condições de baixa luminosidade.

## Descrição

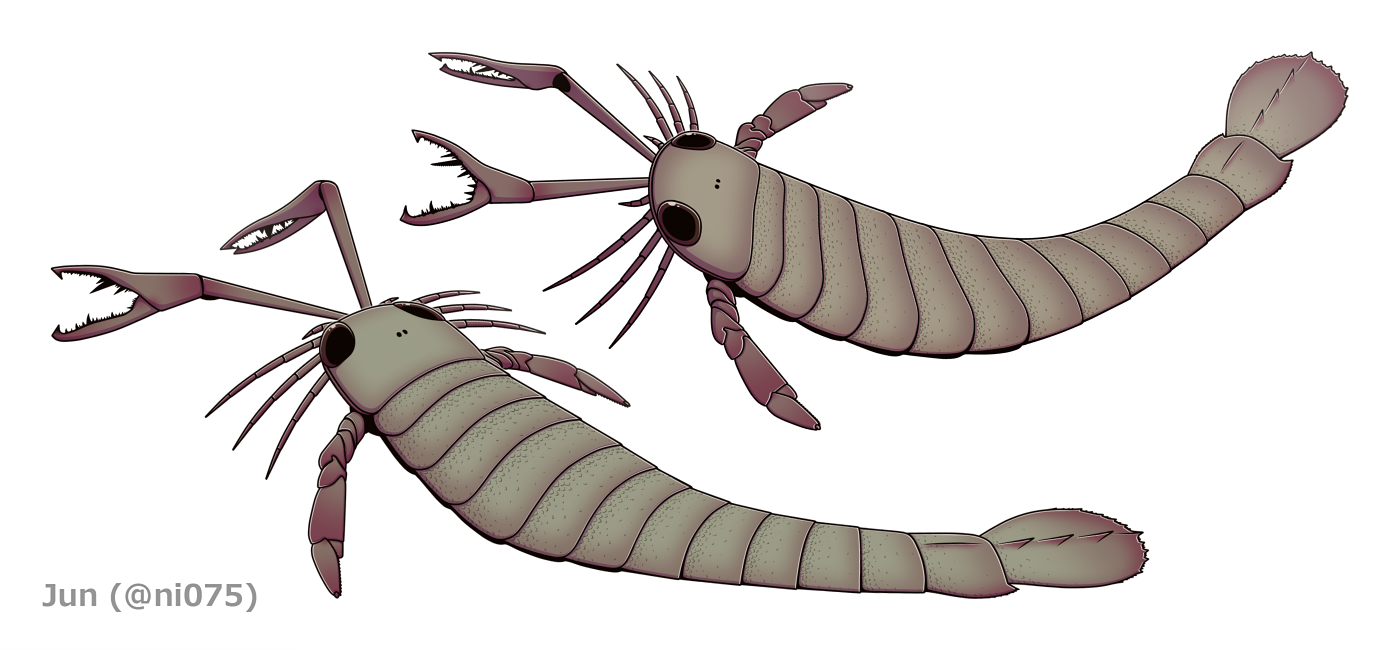
Reconstrução de Acutiramus macrophthalmus (esquerda) e Acutiramus cummingsi (direita)

Acutiramus foi um dos maiores euriptéridos, talvez menor apenas que o gigantesco Jaekelopterus rhenaniae. Com um comprimento de 2,1 metros, Acutiramus bohemicus é a maior espécie conhecida do gênero, enquanto as menores foram Acutiramus floweri e Acutiramus perryensis, ambas com 20 cm de comprimento. O corpo de Acutiramus era muito esguio, com membros do gênero sendo quase cinco vezes mais longos do que largos.
Acutiramus pode ser distinguido de outros pterigotídeos pela margem distal das quelas (pinças), onde o dente final está em um ângulo agudo em relação ao resto da garra. O dente grande no centro da garra é inclinado distalmente (aponta para a frente). O prossoma (cabeça) é subquadrado (quase em forma de quadrado), com olhos compostos localizados na borda dos cantos frontais. O telson (o segmento mais posterior de seu corpo) tem uma fileira baixa de nós correndo pelo seu centro.
Acutiramus é classificado como parte da família de euriptéridos Pterygotidae, um grupo de euriptéridos altamente derivados dos períodos Siluriano a Devoniano que diferem de outros grupos por uma série de características, talvez mais proeminentemente nas quelíceras (o primeiro par de membros) e no telson. As quelíceras dos Pterygotidae eram aumentadas e robustas, claramente adaptadas para serem usadas para a captura ativa de presas e mais semelhantes às garras de alguns crustáceos modernos, com dentes bem desenvolvidos nas garras, do que às quelíceras de outros grupos de euriptéridos. Outra característica que distingue o grupo de outros grupos de euriptéridos eram seus telsons achatados e expandidos, provavelmente usados como lemes ao nadar. Suas pernas de locomoção eram pequenas e delgadas, sem espinhos, e provavelmente não eram capazes de andar em terra.
Acutiramus bohemicus já foi estimado ter atingido comprimentos de 2,3 a 2,5 m com base nas maiores quelíceras e coxas conhecidas. Isso o teria tornado o maior artrópode conhecido, mas estimativas recentes revisaram os limites de tamanho superiores para 2,1 m. A. bohemicus é superado em tamanho entre os euriptéridos apenas por Jaekelopterus rhenaniae, que media 2,5 m de comprimento. Da mesma forma, Acutiramus cummingsi também já foi pensado ser o maior euriptérido (antes da descoberta de indivíduos maiores em Acutiramus e Jaekelopterus), com fósseis fragmentários sugerindo grandes comprimentos. O maior tergito preservado sugere que a espécie poderia crescer até 1,65 metro de comprimento, enquanto uma gnatobase (um apêndice inferior usado para macerar, ou amolecer e cortar, alimentos) de Buffalo foi estimada como tendo pertencido a um espécime que atingia 2 m de comprimento. Acutiramus macropthalmus também era grande em tamanho, com tergitos fragmentários de Litchfield, Nova Iorque [en], sugerindo tamanhos na faixa de 1,65 a 2 m.

## História da pesquisa

### Descrição original comoPterygotus

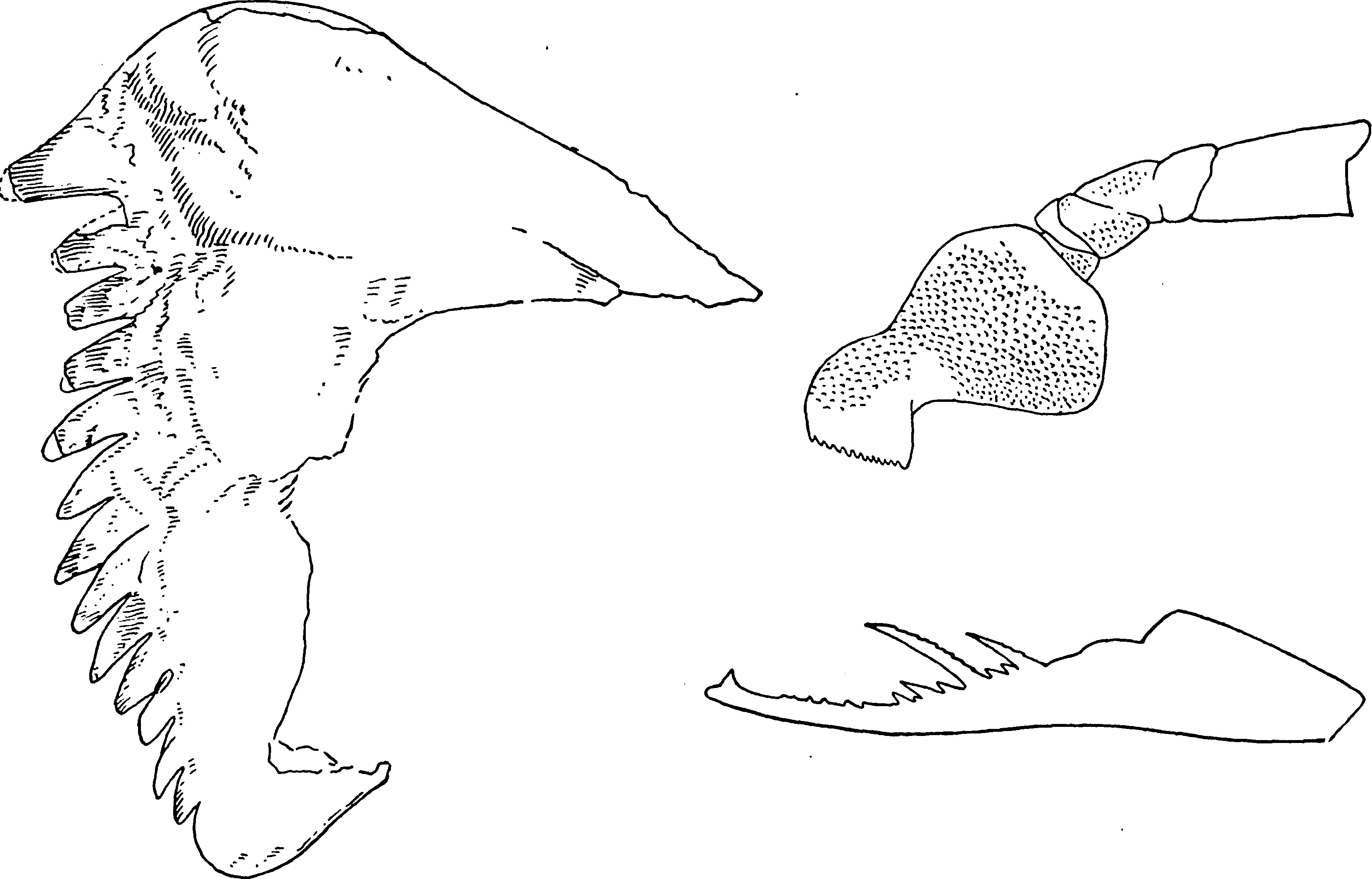
O espécime-tipo de Acutiramus cummingsi (uma en, à esquerda) e o espécime-tipo de “Pterygotus buffaloensis” (um apêndice incluindo a coxa e parte de uma quelas, à direita).

A primeira espécie de Acutiramus a ser nomeada foi Acutiramus macropthalmus (como uma espécie de Pterygotus, Pterygotus macrophthalmus) em 1859. O espécime-tipo, a carapaça de um indivíduo jovem, foi descoberto em depósitos de calcário de idade do Siluriano Superior em Litchfield, Nova Iorque. Praticamente ao mesmo tempo, o espécime-tipo de outra espécie de Pterygotus, Pterygotus osborni, foi descrito da mesma localidade; este espécime preserva o prossoma e quatro segmentos abdominais, mas não a carapaça. Mais tarde, restos mais completos da localidade permitiram que as duas espécies fossem sinonimizadas em 1912 por John Mason Clarke [en] e Rudolf Ruedemann [en], pois os fósseis de P. osborni se revelaram idênticos a restos mais completos referidos a Pterygotus marcophthalmus.
Acutiramus bohemicus foi igualmente nomeado pela primeira vez como uma espécie de Pterygotus em 1872 com base em uma coxa incompleta (L23505) da formação Přídolí, de idade do Siluriano Superior. Desde a descoberta desse espécime, outros fósseis referidos a A; bohemicus renderam outras partes do corpo, incluindo quelíceras, mais coxas, segmentos dos apêndices, apêndices genitais e metastomas [en] (uma grande placa que faz parte do abdômen) e telsons incompletos. Além disso, alguns fósseis de Acutiramus do Devoniano Inferior encontrados na Austrália foram provisoriamente atribuídos a A. bohemicus, embora seja possível que representem uma nova espécie.
A espécie que eventualmente seria designada como a espécie-tipo de Acutiramus, Acutiramus cummingsi, foi descrita como Pterygotus cummingsi em 1875, com base em uma coxa [en] fragmentária (a base da perna, com a qual se liga ao corpo) da quarta perna de locomoção descoberta durante operações de extração em rocha de cimento perto de Buffalo, Nova Iorque. Outra espécie, Pterygotus buffaloensis, seria nomeada seis anos depois com base em uma quarta perna de locomoção incompleta com a coxa incluída. Clarke e Ruedemann sinonimizaram esses táxons em 1912, escolhendo P. buffaloensis como o nome porque consideraram que Pterygotus cummingsi "não estava devidamente definido".
As principais diferenças entre Acutiramus cummingsi e outras espécies de Acutiramus estão em seu telson. O telson de A. cummingsi não é tão obovado (oval com uma extremidade estreita na base) ou alongado quanto o de Acutiramus macrophthalmus (que possui um telson que é seis vezes mais longo do que largo); o telson de Acutiramus cummingsi é na maioria das vezes tão longo quanto largo. A forma do metastoma de Acutiramus bohemicus foi comparada com outras espécies do gênero, especialmente com a de Acutiramus cummingsi, que preserva um metastoma de morfologia quase idêntica. Acutiramus bohemicus é geralmente considerado a espécie mais próxima em relação a Acutiramus cummingsi, embora sejam diferenciados por características na dentição das quelas, com muitos dos dentes sendo maiores em Acutiramus bohemicus. Pode haver diferenças adicionais, mas a natureza incompleta do material de A. bohemicus torna impossíveis comparações mais aprofundadas.

### Identificação como gênero separado

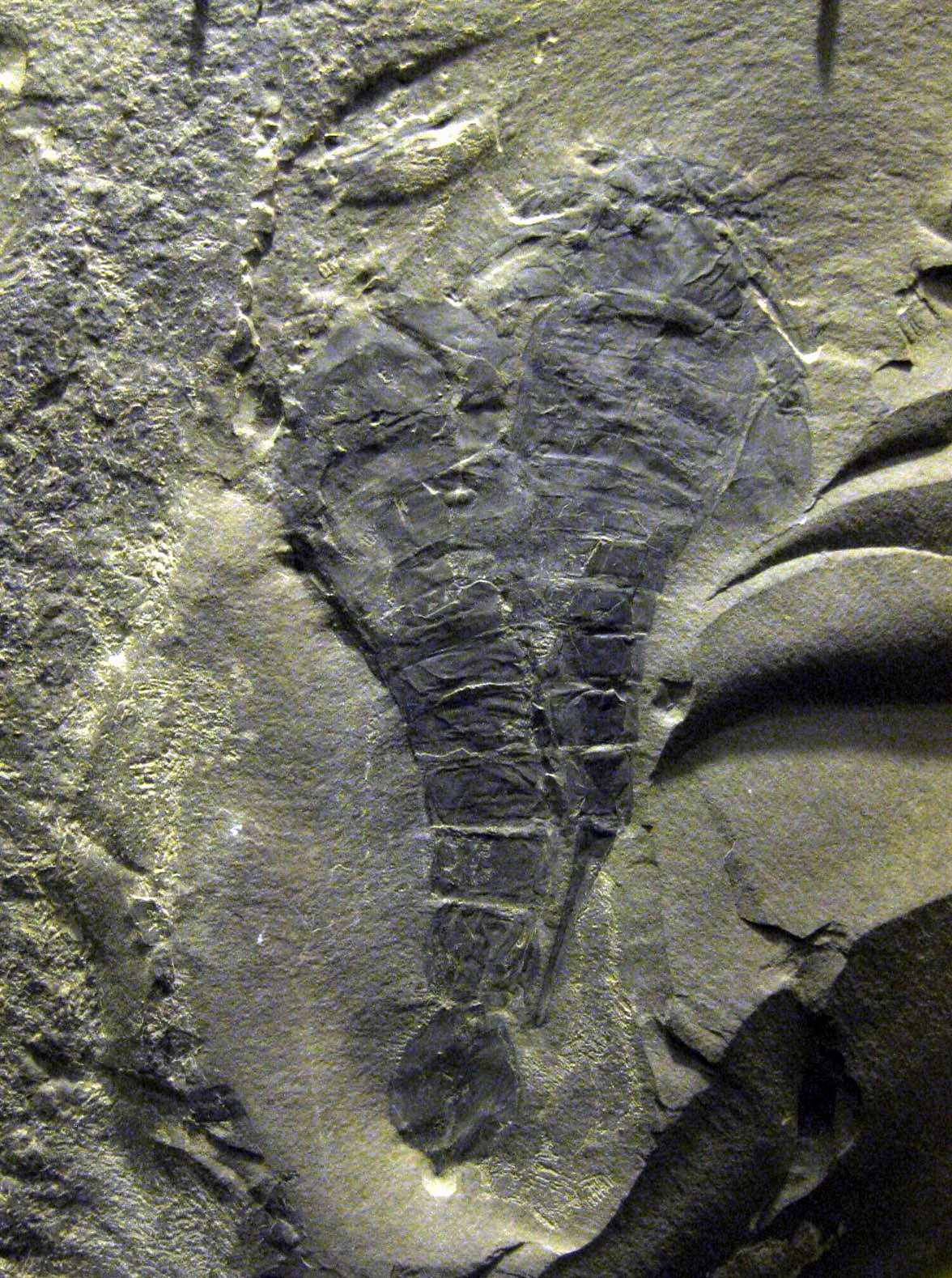
Fóssil de Acutiramus cummingsi (esquerda) e Eurypterus remipes, en, Carolina do Norte.

Clarke e Ruedemann notaram em 1912 que Pterygotus macrophthalmus era facilmente distinguido de outras espécies de Pterygotus. Embora estivesse obviamente relacionado a Pterygotus anglicus com base em características do telson, as duas espécies podiam ser facilmente diferenciadas por várias características, notavelmente a forma de anzol dos dentes das quelas (garras) e a direção em que apontavam. Essas características da garra foram notadas como sendo semelhantes às de Pterygotus osiliensis, uma espécie com um telson bilobado altamente distinto. Além disso, Clarke e Ruedemann notaram que Pterygotus macrophthalmus parecia ter um ramo livre de forma intermediária entre as espécies de Pterygotus e Acutiramus cummingsi. Com exceção do dente primário, que é longo e curvo, todos os dentes nas garras são pequenos e não possuem serrilhados. A gnatobase é semelhante à de A. cummingsi, e Acutiramus macrophthalmus provavelmente possuiria apêndices e carapaças de forma e tamanho semelhantes.
Com as espécies sendo nomeadas como parte de Pterygotus se tornando cada vez mais diversas, os pesquisadores começaram a nomear subgêneros, como Pterygotus (Erettopterus), nomeado por John William Salter [en] em 1859 para espécies de Pterygotus com um telson bilobado, como Pterygotus osiliensis. A família Pterygotidae seria erigida por Clarke & Ruedemann em 1912, e novos subgêneros foram nomeados para Pterygotus por Ruedemann em 1935. Esses subgêneros incluíam Pterygotus (Curviramus) e Pterygotus (Acutiramus) e eram diferenciados de outros Pterygotus pela curvatura dos dentículos (dentes) das quelíceras. O nome "Acutiramus" deriva do latim acuto ("agudo" ou "afiado") e do latim ramus ("ramo"), referindo-se ao ângulo agudo do dente final das garras em relação ao resto da garra. As espécies originalmente incluídas no subgênero foram Pterygotus (A.) bohemicus, Pterygotus (A.) buffaloensis e Pterygotus (A.) macrophthalmus. Pterygotus buffaloensis foi designado como a espécie-tipo do subgênero Acutiramus. Aderindo à regra de prioridade nomenclatural, o nome mais antigo usado deveria ter prioridade. Isso foi apontado por Erik N. Kjellesvig-Waering em uma publicação de 1955, afirmando que usar Pterygotus buffaloensis em vez de Pterygotus cummingsi era "subjetivo" e, em 1961, Kjellesvig-Waering reconheceu P. cummingsi como o nome da espécie-tipo. Acutiramus continuou a ser tratado como um subgênero de Pterygotus até ser elevado ao nível de um gênero separado por Leif Størmer em 1974.

### Descoberta de outras espécies

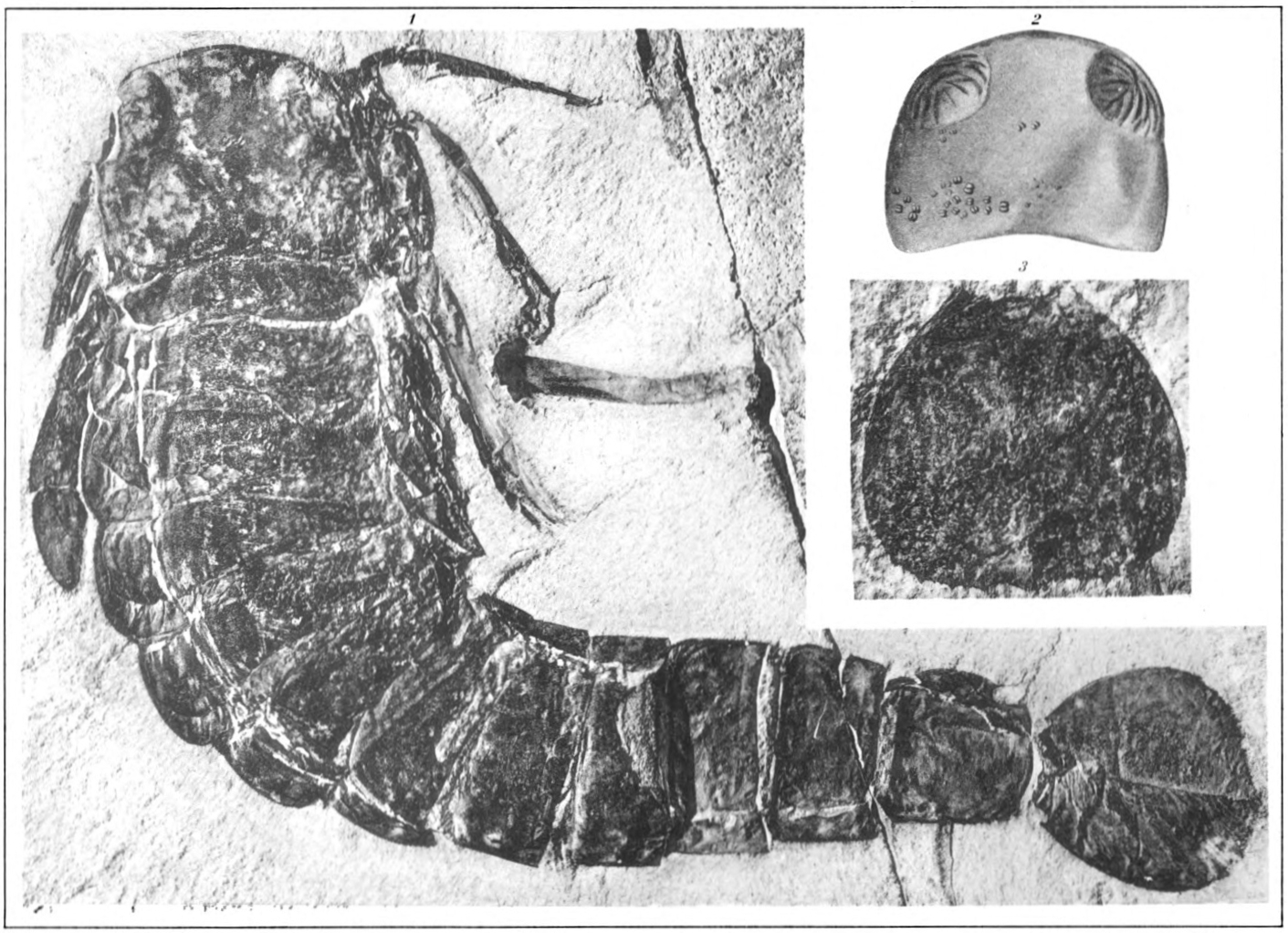
Fósseis de Acutiramus cummingsi

Acutiramus foi descrito em 1955, com base em uma única garra fossilizada (NYSM 10712), preservando os ramos fixo e livre e partes da palma. O fóssil foi recuperado de Oneida Creek [en], localizado a sudeste de Kenwood, Nova Iorque [en], em depósitos que sugerem que vivia em um ambiente lagunar no estágio Ludfordiano do Siluriano. Acutiramus floweri ocorria juntamente com outros euriptéridos, notavelmente Eurypterus pittsfordensis e, mais raramente, Mixopterus.
Acutiramus suwanneensis foi nomeado a partir de um único espécime em 1955. O espécime inclui a parte e a contraparte de um ramo fixo quase completo e a mão de uma quelícera. Juntos, o ramo e a mão da quelícera medem 31 mm de comprimento. A quelícera é semelhante à de outras espécies do gênero e a outros membros dos Pterygotidae, com a mão sendo retangular e medindo cerca de 7 mm de comprimento. Uma espécie altamente fragmentária, Acutiramus suwanneensis pode ser distinguida de outros Acutiramus pelos numerosos dentes em suas quelíceras que, embora em grande número, não são tantos quanto em outras espécies do gênero. Além disso, o dente central e principal (medindo 5,7 mm de comprimento) é apontado para a frente, mas não possui os serrilhados comumente presentes em outras espécies. No geral, a morfologia das quelíceras de A. suwanneensis é fina e delgada. Estimativas do comprimento total da espécie revelaram que ela teria sido relativamente pequena, medindo no máximo 45,7 cm de comprimento. Como tal, especulou-se que poderia representar um juvenil ou subadulto; a falta de serrilhados nos dentes poderia ser devido à sua natureza possivelmente juvenil. Estimativas de tamanho posteriores colocam seu comprimento em 50 cm. O fóssil foi recuperado em um núcleo da Gulf Oil Corporation no Condado de Columbia, Flórida, e foi datado como sendo do Siluriano Superior. O fóssil foi encontrado associado a restos fragmentários de Ceratiocaris [en], um gênero de crustáceos filocáridos.
Acutiramus perneri foi nomeado em homenagem ao paleontólogo tcheco  Jaroslav Perner em 1994 e é conhecido a partir de restos fossilizados consistindo de várias quelíceras, opérculo com um apêndice genital, coxas e vários segmentos corporais fragmentários. A espécie foi originalmente incluída em Acutiramus bohemicus, que é muito semelhante e é conhecido da mesma época e região. O padrão de denticulação nas quelíceras é virtualmente idêntico, mas as quelíceras em si são ligeiramente mais estreitas, com pontas mais anguladas e os dentes são menos proeminentes e mais curtos. Acutiramus perneri foi considerado um descendente direto de Acutiramus bohemicus por Chlupáč (1994). Usando medições de quelíceras preservadas, o comprimento máximo do corpo de Acutiramus perneri foi originalmente estimado entre 1,4 e 1,6 m, sendo posteriormente revisado para 1,1 m. Assim como Acutiramus bohemicus, Acutiramus perneri ocorre na Boémia (República Tcheca), embora em estratos de idade Lochkoviana (início do Devoniano).
Além disso, foi demonstrado que o enigmático artrópode Bunodella horrida do Siluriano, conhecido a partir de um único fóssil, na verdade representa a coxa de uma perna natatória de uma espécie indeterminada de Acutiramus. A espécie-tipo de Bunodella, NBMG 3000 (alojada no Museu de New Brunswick [en]), é incompleta e mal preservada, mas mostra a ornamentação característica dos pterigotídeos composta por escamas semilunares. O primeiro a oitavo dentículos de originalmente doze ou treze também estão preservados. O dentículo anterior aumentado e a curvatura presente na margem anterior do pescoço coxal sugerem uma atribuição a Acutiramus em vez de outros gêneros em Pterygotidae. No entanto, Bunodella horrida não foi formalmente sinonimizado com Acutiramus devido à falta de material mais diagnóstico e, portanto, permanece como um nome duvidoso.

## Classificação

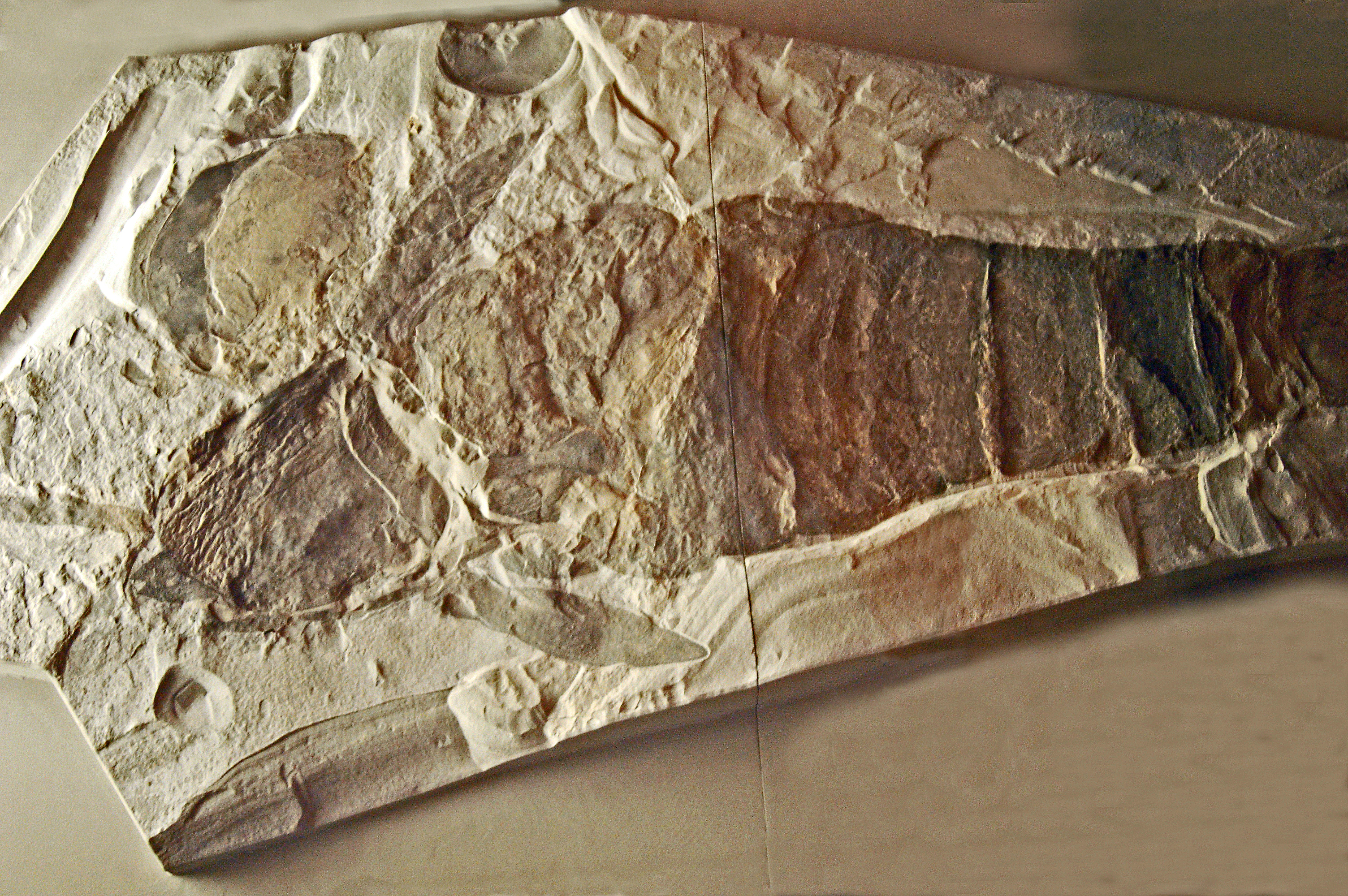
Fóssil de Acutiramus macrophthalmus exposto no Museu Real de Ontário, em Toronto.

Acutiramus é classificado dentro da família Pterygotidae na superfamília Pterygotioidea. Acutiramus é notavelmente semelhante aos outros dois gêneros gigantes derivados da família, Pterygotus e Jaekelopterus. Com base em semelhanças do apêndice genital, foi sugerido que os três gêneros poderiam ser sinônimos, embora diferenças tenham sido notadas nas quelíceras. As quelíceras foram questionadas como base para distinções genéricas em euriptéridos, uma vez que sua morfologia depende do estilo de vida e varia ao longo da ontogenia. Os apêndices genitais podem variar mesmo dentro dos gêneros; por exemplo, o apêndice genital de Acutiramus muda de espécie para espécie, sendo em forma de colher em espécies mais antigas e depois se tornando bilobado e eventualmente começando a se assemelhar ao apêndice de Jaekelopterus. Uma análise filogenética inclusiva com múltiplas espécies de Acutiramus, Pterygotus e Jaekelopterus é necessária para resolver se os gêneros são ou não sinônimos um do outro.
O cladograma abaixo é baseado nas nove espécies de pterigotídeos mais conhecidas e dois táxons de grupo externo (Slimonia acuminata e Hughmilleria socialis). O cladograma também contém os tamanhos máximos alcançados pelas espécies em questão, que foram sugeridos como possivelmente sendo uma característica evolutiva do grupo, de acordo com a regra de Cope ("gigantismo filético").
|  | Erettopterus waylandsmithi (60 cm)                                                                  |
|  | |
|  | Erettopterus osiliensis (90 cm)                                                                     |
|  | |
|  | \| \| Erettopterus serricaudatus (60 cm) \| \| \| \| \| \| Erettopterus bilobus (70 cm) \| \| \| \| |
|  | |
|  | Erettopterus serricaudatus (60 cm)                                                                  |
|  | |
|  | Erettopterus bilobus (70 cm)                                                                        |
|  | |

|  | Erettopterus serricaudatus (60 cm) |
|  |                                    |
|  | Erettopterus bilobus (70 cm)       |
|  |                                    |

|  | Jaekelopterus rhenaniae (250 cm)                                                                     |
|  | |
|  | \| \| Acutiramus macrophthalmus (200 cm) \| \| \| \| \| \| Acutiramus bohemicus (210 cm) \| \| \| \| |
|  | |
|  | Acutiramus macrophthalmus (200 cm)                                                                   |
|  | |
|  | Acutiramus bohemicus (210 cm)                                                                        |
|  | |

|  | Acutiramus macrophthalmus (200 cm) |
|  |                                    |
|  | Acutiramus bohemicus (210 cm)      |
|  |                                    |

|  | Jaekelopterus rhenaniae (250 cm)                                                                     |
|  | |
|  | \| \| Acutiramus macrophthalmus (200 cm) \| \| \| \| \| \| Acutiramus bohemicus (210 cm) \| \| \| \| |
|  | |
|  | Acutiramus macrophthalmus (200 cm)                                                                   |
|  | |
|  | Acutiramus bohemicus (210 cm)                                                                        |
|  | |

|  | Acutiramus macrophthalmus (200 cm) |
|  |                                    |
|  | Acutiramus bohemicus (210 cm)      |
|  |                                    |

|  | Erettopterus waylandsmithi (60 cm)                                                                  |
|  | |
|  | Erettopterus osiliensis (90 cm)                                                                     |
|  | |
|  | \| \| Erettopterus serricaudatus (60 cm) \| \| \| \| \| \| Erettopterus bilobus (70 cm) \| \| \| \| |
|  | |
|  | Erettopterus serricaudatus (60 cm)                                                                  |
|  | |
|  | Erettopterus bilobus (70 cm)                                                                        |
|  | |

|  | Erettopterus serricaudatus (60 cm) |
|  |                                    |
|  | Erettopterus bilobus (70 cm)       |
|  |                                    |

|  | Jaekelopterus rhenaniae (250 cm)                                                                     |
|  | |
|  | \| \| Acutiramus macrophthalmus (200 cm) \| \| \| \| \| \| Acutiramus bohemicus (210 cm) \| \| \| \| |
|  | |
|  | Acutiramus macrophthalmus (200 cm)                                                                   |
|  | |
|  | Acutiramus bohemicus (210 cm)                                                                        |
|  | |

|  | Acutiramus macrophthalmus (200 cm) |
|  |                                    |
|  | Acutiramus bohemicus (210 cm)      |
|  |                                    |

|  | Jaekelopterus rhenaniae (250 cm)                                                                     |
|  | |
|  | \| \| Acutiramus macrophthalmus (200 cm) \| \| \| \| \| \| Acutiramus bohemicus (210 cm) \| \| \| \| |
|  | |
|  | Acutiramus macrophthalmus (200 cm)                                                                   |
|  | |
|  | Acutiramus bohemicus (210 cm)                                                                        |
|  | |

|  | Acutiramus macrophthalmus (200 cm) |
|  |                                    |
|  | Acutiramus bohemicus (210 cm)      |
|  |                                    |

|  | Erettopterus waylandsmithi (60 cm)                                                                  |
|  | |
|  | Erettopterus osiliensis (90 cm)                                                                     |
|  | |
|  | \| \| Erettopterus serricaudatus (60 cm) \| \| \| \| \| \| Erettopterus bilobus (70 cm) \| \| \| \| |
|  | |
|  | Erettopterus serricaudatus (60 cm)                                                                  |
|  | |
|  | Erettopterus bilobus (70 cm)                                                                        |
|  | |

|  | Erettopterus serricaudatus (60 cm) |
|  |                                    |
|  | Erettopterus bilobus (70 cm)       |
|  |                                    |

|  | Jaekelopterus rhenaniae (250 cm)                                                                     |
|  | |
|  | \| \| Acutiramus macrophthalmus (200 cm) \| \| \| \| \| \| Acutiramus bohemicus (210 cm) \| \| \| \| |
|  | |
|  | Acutiramus macrophthalmus (200 cm)                                                                   |
|  | |
|  | Acutiramus bohemicus (210 cm)                                                                        |
|  | |

|  | Acutiramus macrophthalmus (200 cm) |
|  |                                    |
|  | Acutiramus bohemicus (210 cm)      |
|  |                                    |

|  | Jaekelopterus rhenaniae (250 cm)                                                                     |
|  | |
|  | \| \| Acutiramus macrophthalmus (200 cm) \| \| \| \| \| \| Acutiramus bohemicus (210 cm) \| \| \| \| |
|  | |
|  | Acutiramus macrophthalmus (200 cm)                                                                   |
|  | |
|  | Acutiramus bohemicus (210 cm)                                                                        |
|  | |

|  | Acutiramus macrophthalmus (200 cm) |
|  |                                    |
|  | Acutiramus bohemicus (210 cm)      |
|  |                                    |

|  | Erettopterus waylandsmithi (60 cm)                                                                  |
|  | |
|  | Erettopterus osiliensis (90 cm)                                                                     |
|  | |
|  | \| \| Erettopterus serricaudatus (60 cm) \| \| \| \| \| \| Erettopterus bilobus (70 cm) \| \| \| \| |
|  | |
|  | Erettopterus serricaudatus (60 cm)                                                                  |
|  | |
|  | Erettopterus bilobus (70 cm)                                                                        |
|  | |

|  | Erettopterus serricaudatus (60 cm) |
|  |                                    |
|  | Erettopterus bilobus (70 cm)       |
|  |                                    |

|  | Jaekelopterus rhenaniae (250 cm)                                                                     |
|  | |
|  | \| \| Acutiramus macrophthalmus (200 cm) \| \| \| \| \| \| Acutiramus bohemicus (210 cm) \| \| \| \| |
|  | |
|  | Acutiramus macrophthalmus (200 cm)                                                                   |
|  | |
|  | Acutiramus bohemicus (210 cm)                                                                        |
|  | |

|  | Acutiramus macrophthalmus (200 cm) |
|  |                                    |
|  | Acutiramus bohemicus (210 cm)      |
|  |                                    |

|  | Jaekelopterus rhenaniae (250 cm)                                                                     |
|  | |
|  | \| \| Acutiramus macrophthalmus (200 cm) \| \| \| \| \| \| Acutiramus bohemicus (210 cm) \| \| \| \| |
|  | |
|  | Acutiramus macrophthalmus (200 cm)                                                                   |
|  | |
|  | Acutiramus bohemicus (210 cm)                                                                        |
|  | |

|  | Acutiramus macrophthalmus (200 cm) |
|  |                                    |
|  | Acutiramus bohemicus (210 cm)      |
|  |                                    |

|  | Erettopterus waylandsmithi (60 cm)                                                                  |
|  | |
|  | Erettopterus osiliensis (90 cm)                                                                     |
|  | |
|  | \| \| Erettopterus serricaudatus (60 cm) \| \| \| \| \| \| Erettopterus bilobus (70 cm) \| \| \| \| |
|  | |
|  | Erettopterus serricaudatus (60 cm)                                                                  |
|  | |
|  | Erettopterus bilobus (70 cm)                                                                        |
|  | |

|  | Erettopterus serricaudatus (60 cm) |
|  |                                    |
|  | Erettopterus bilobus (70 cm)       |
|  |                                    |

|  | Jaekelopterus rhenaniae (250 cm)                                                                     |
|  | |
|  | \| \| Acutiramus macrophthalmus (200 cm) \| \| \| \| \| \| Acutiramus bohemicus (210 cm) \| \| \| \| |
|  | |
|  | Acutiramus macrophthalmus (200 cm)                                                                   |
|  | |
|  | Acutiramus bohemicus (210 cm)                                                                        |
|  | |

|  | Acutiramus macrophthalmus (200 cm) |
|  |                                    |
|  | Acutiramus bohemicus (210 cm)      |
|  |                                    |

|  | Jaekelopterus rhenaniae (250 cm)                                                                     |
|  | |
|  | \| \| Acutiramus macrophthalmus (200 cm) \| \| \| \| \| \| Acutiramus bohemicus (210 cm) \| \| \| \| |
|  | |
|  | Acutiramus macrophthalmus (200 cm)                                                                   |
|  | |
|  | Acutiramus bohemicus (210 cm)                                                                        |
|  | |

|  | Acutiramus macrophthalmus (200 cm) |
|  |                                    |
|  | Acutiramus bohemicus (210 cm)      |
|  |                                    |

|  | Erettopterus waylandsmithi (60 cm)                                                                  |
|  | |
|  | Erettopterus osiliensis (90 cm)                                                                     |
|  | |
|  | \| \| Erettopterus serricaudatus (60 cm) \| \| \| \| \| \| Erettopterus bilobus (70 cm) \| \| \| \| |
|  | |
|  | Erettopterus serricaudatus (60 cm)                                                                  |
|  | |
|  | Erettopterus bilobus (70 cm)                                                                        |
|  | |

|  | Erettopterus serricaudatus (60 cm) |
|  |                                    |
|  | Erettopterus bilobus (70 cm)       |
|  |                                    |

|  | Jaekelopterus rhenaniae (250 cm)                                                                     |
|  | |
|  | \| \| Acutiramus macrophthalmus (200 cm) \| \| \| \| \| \| Acutiramus bohemicus (210 cm) \| \| \| \| |
|  | |
|  | Acutiramus macrophthalmus (200 cm)                                                                   |
|  | |
|  | Acutiramus bohemicus (210 cm)                                                                        |
|  | |

|  | Acutiramus macrophthalmus (200 cm) |
|  |                                    |
|  | Acutiramus bohemicus (210 cm)      |
|  |                                    |

|  | Jaekelopterus rhenaniae (250 cm)                                                                     |
|  | |
|  | \| \| Acutiramus macrophthalmus (200 cm) \| \| \| \| \| \| Acutiramus bohemicus (210 cm) \| \| \| \| |
|  | |
|  | Acutiramus macrophthalmus (200 cm)                                                                   |
|  | |
|  | Acutiramus bohemicus (210 cm)                                                                        |
|  | |

|  | Acutiramus macrophthalmus (200 cm) |
|  |                                    |
|  | Acutiramus bohemicus (210 cm)      |
|  |                                    |

|  | Erettopterus waylandsmithi (60 cm)                                                                  |
|  | |
|  | Erettopterus osiliensis (90 cm)                                                                     |
|  | |
|  | \| \| Erettopterus serricaudatus (60 cm) \| \| \| \| \| \| Erettopterus bilobus (70 cm) \| \| \| \| |
|  | |
|  | Erettopterus serricaudatus (60 cm)                                                                  |
|  | |
|  | Erettopterus bilobus (70 cm)                                                                        |
|  | |

|  | Erettopterus serricaudatus (60 cm) |
|  |                                    |
|  | Erettopterus bilobus (70 cm)       |
|  |                                    |

|  | Jaekelopterus rhenaniae (250 cm)                                                                     |
|  | |
|  | \| \| Acutiramus macrophthalmus (200 cm) \| \| \| \| \| \| Acutiramus bohemicus (210 cm) \| \| \| \| |
|  | |
|  | Acutiramus macrophthalmus (200 cm)                                                                   |
|  | |
|  | Acutiramus bohemicus (210 cm)                                                                        |
|  | |

|  | Acutiramus macrophthalmus (200 cm) |
|  |                                    |
|  | Acutiramus bohemicus (210 cm)      |
|  |                                    |

|  | Jaekelopterus rhenaniae (250 cm)                                                                     |
|  | |
|  | \| \| Acutiramus macrophthalmus (200 cm) \| \| \| \| \| \| Acutiramus bohemicus (210 cm) \| \| \| \| |
|  | |
|  | Acutiramus macrophthalmus (200 cm)                                                                   |
|  | |
|  | Acutiramus bohemicus (210 cm)                                                                        |
|  | |

|  | Acutiramus macrophthalmus (200 cm) |
|  |                                    |
|  | Acutiramus bohemicus (210 cm)      |
|  |                                    |

|  | Erettopterus waylandsmithi (60 cm)                                                                  |
|  | |
|  | Erettopterus osiliensis (90 cm)                                                                     |
|  | |
|  | \| \| Erettopterus serricaudatus (60 cm) \| \| \| \| \| \| Erettopterus bilobus (70 cm) \| \| \| \| |
|  | |
|  | Erettopterus serricaudatus (60 cm)                                                                  |
|  | |
|  | Erettopterus bilobus (70 cm)                                                                        |
|  | |

|  | Erettopterus serricaudatus (60 cm) |
|  |                                    |
|  | Erettopterus bilobus (70 cm)       |
|  |                                    |

|  | Jaekelopterus rhenaniae (250 cm)                                                                     |
|  | |
|  | \| \| Acutiramus macrophthalmus (200 cm) \| \| \| \| \| \| Acutiramus bohemicus (210 cm) \| \| \| \| |
|  | |
|  | Acutiramus macrophthalmus (200 cm)                                                                   |
|  | |
|  | Acutiramus bohemicus (210 cm)                                                                        |
|  | |

|  | Acutiramus macrophthalmus (200 cm) |
|  |                                    |
|  | Acutiramus bohemicus (210 cm)      |
|  |                                    |

|  | Jaekelopterus rhenaniae (250 cm)                                                                     |
|  | |
|  | \| \| Acutiramus macrophthalmus (200 cm) \| \| \| \| \| \| Acutiramus bohemicus (210 cm) \| \| \| \| |
|  | |
|  | Acutiramus macrophthalmus (200 cm)                                                                   |
|  | |
|  | Acutiramus bohemicus (210 cm)                                                                        |
|  | |

|  | Acutiramus macrophthalmus (200 cm) |
|  |                                    |
|  | Acutiramus bohemicus (210 cm)      |
|  |                                    |

|  | Erettopterus waylandsmithi (60 cm)                                                                  |
|  | |
|  | Erettopterus osiliensis (90 cm)                                                                     |
|  | |
|  | \| \| Erettopterus serricaudatus (60 cm) \| \| \| \| \| \| Erettopterus bilobus (70 cm) \| \| \| \| |
|  | |
|  | Erettopterus serricaudatus (60 cm)                                                                  |
|  | |
|  | Erettopterus bilobus (70 cm)                                                                        |
|  | |

|  | Erettopterus serricaudatus (60 cm) |
|  |                                    |
|  | Erettopterus bilobus (70 cm)       |
|  |                                    |

|  | Jaekelopterus rhenaniae (250 cm)                                                                     |
|  | |
|  | \| \| Acutiramus macrophthalmus (200 cm) \| \| \| \| \| \| Acutiramus bohemicus (210 cm) \| \| \| \| |
|  | |
|  | Acutiramus macrophthalmus (200 cm)                                                                   |
|  | |
|  | Acutiramus bohemicus (210 cm)                                                                        |
|  | |

|  | Acutiramus macrophthalmus (200 cm) |
|  |                                    |
|  | Acutiramus bohemicus (210 cm)      |
|  |                                    |

|  | Jaekelopterus rhenaniae (250 cm)                                                                     |
|  | |
|  | \| \| Acutiramus macrophthalmus (200 cm) \| \| \| \| \| \| Acutiramus bohemicus (210 cm) \| \| \| \| |
|  | |
|  | Acutiramus macrophthalmus (200 cm)                                                                   |
|  | |
|  | Acutiramus bohemicus (210 cm)                                                                        |
|  | |

|  | Acutiramus macrophthalmus (200 cm) |
|  |                                    |
|  | Acutiramus bohemicus (210 cm)      |
|  |                                    |

|  | Erettopterus waylandsmithi (60 cm)                                                                  |
|  | |
|  | Erettopterus osiliensis (90 cm)                                                                     |
|  | |
|  | \| \| Erettopterus serricaudatus (60 cm) \| \| \| \| \| \| Erettopterus bilobus (70 cm) \| \| \| \| |
|  | |
|  | Erettopterus serricaudatus (60 cm)                                                                  |
|  | |
|  | Erettopterus bilobus (70 cm)                                                                        |
|  | |

|  | Erettopterus serricaudatus (60 cm) |
|  |                                    |
|  | Erettopterus bilobus (70 cm)       |
|  |                                    |

|  | Jaekelopterus rhenaniae (250 cm)                                                                     |
|  | |
|  | \| \| Acutiramus macrophthalmus (200 cm) \| \| \| \| \| \| Acutiramus bohemicus (210 cm) \| \| \| \| |
|  | |
|  | Acutiramus macrophthalmus (200 cm)                                                                   |
|  | |
|  | Acutiramus bohemicus (210 cm)                                                                        |
|  | |

|  | Acutiramus macrophthalmus (200 cm) |
|  |                                    |
|  | Acutiramus bohemicus (210 cm)      |
|  |                                    |

|  | Jaekelopterus rhenaniae (250 cm)                                                                     |
|  | |
|  | \| \| Acutiramus macrophthalmus (200 cm) \| \| \| \| \| \| Acutiramus bohemicus (210 cm) \| \| \| \| |
|  | |
|  | Acutiramus macrophthalmus (200 cm)                                                                   |
|  | |
|  | Acutiramus bohemicus (210 cm)                                                                        |
|  | |

|  | Acutiramus macrophthalmus (200 cm) |
|  |                                    |
|  | Acutiramus bohemicus (210 cm)      |
|  |                                    |

|  | Erettopterus waylandsmithi (60 cm)                                                                  |
|  | |
|  | Erettopterus osiliensis (90 cm)                                                                     |
|  | |
|  | \| \| Erettopterus serricaudatus (60 cm) \| \| \| \| \| \| Erettopterus bilobus (70 cm) \| \| \| \| |
|  | |
|  | Erettopterus serricaudatus (60 cm)                                                                  |
|  | |
|  | Erettopterus bilobus (70 cm)                                                                        |
|  | |

|  | Erettopterus serricaudatus (60 cm) |
|  |                                    |
|  | Erettopterus bilobus (70 cm)       |
|  |                                    |

|  | Jaekelopterus rhenaniae (250 cm)                                                                     |
|  | |
|  | \| \| Acutiramus macrophthalmus (200 cm) \| \| \| \| \| \| Acutiramus bohemicus (210 cm) \| \| \| \| |
|  | |
|  | Acutiramus macrophthalmus (200 cm)                                                                   |
|  | |
|  | Acutiramus bohemicus (210 cm)                                                                        |
|  | |

|  | Acutiramus macrophthalmus (200 cm) |
|  |                                    |
|  | Acutiramus bohemicus (210 cm)      |
|  |                                    |

|  | Jaekelopterus rhenaniae (250 cm)                                                                     |
|  | |
|  | \| \| Acutiramus macrophthalmus (200 cm) \| \| \| \| \| \| Acutiramus bohemicus (210 cm) \| \| \| \| |
|  | |
|  | Acutiramus macrophthalmus (200 cm)                                                                   |
|  | |
|  | Acutiramus bohemicus (210 cm)                                                                        |
|  | |

|  | Acutiramus macrophthalmus (200 cm) |
|  |                                    |
|  | Acutiramus bohemicus (210 cm)      |
|  |                                    |

|  | Erettopterus waylandsmithi (60 cm)                                                                  |
|  | |
|  | Erettopterus osiliensis (90 cm)                                                                     |
|  | |
|  | \| \| Erettopterus serricaudatus (60 cm) \| \| \| \| \| \| Erettopterus bilobus (70 cm) \| \| \| \| |
|  | |
|  | Erettopterus serricaudatus (60 cm)                                                                  |
|  | |
|  | Erettopterus bilobus (70 cm)                                                                        |
|  | |

|  | Erettopterus serricaudatus (60 cm) |
|  |                                    |
|  | Erettopterus bilobus (70 cm)       |
|  |                                    |

|  | Jaekelopterus rhenaniae (250 cm)                                                                     |
|  | |
|  | \| \| Acutiramus macrophthalmus (200 cm) \| \| \| \| \| \| Acutiramus bohemicus (210 cm) \| \| \| \| |
|  | |
|  | Acutiramus macrophthalmus (200 cm)                                                                   |
|  | |
|  | Acutiramus bohemicus (210 cm)                                                                        |
|  | |

|  | Acutiramus macrophthalmus (200 cm) |
|  |                                    |
|  | Acutiramus bohemicus (210 cm)      |
|  |                                    |

|  | Jaekelopterus rhenaniae (250 cm)                                                                     |
|  | |
|  | \| \| Acutiramus macrophthalmus (200 cm) \| \| \| \| \| \| Acutiramus bohemicus (210 cm) \| \| \| \| |
|  | |
|  | Acutiramus macrophthalmus (200 cm)                                                                   |
|  | |
|  | Acutiramus bohemicus (210 cm)                                                                        |
|  | |

|  | Acutiramus macrophthalmus (200 cm) |
|  |                                    |
|  | Acutiramus bohemicus (210 cm)      |
|  |                                    |

|  | Erettopterus waylandsmithi (60 cm)                                                                  |
|  | |
|  | Erettopterus osiliensis (90 cm)                                                                     |
|  | |
|  | \| \| Erettopterus serricaudatus (60 cm) \| \| \| \| \| \| Erettopterus bilobus (70 cm) \| \| \| \| |
|  | |
|  | Erettopterus serricaudatus (60 cm)                                                                  |
|  | |
|  | Erettopterus bilobus (70 cm)                                                                        |
|  | |

|  | Erettopterus serricaudatus (60 cm) |
|  |                                    |
|  | Erettopterus bilobus (70 cm)       |
|  |                                    |

|  | Jaekelopterus rhenaniae (250 cm)                                                                     |
|  | |
|  | \| \| Acutiramus macrophthalmus (200 cm) \| \| \| \| \| \| Acutiramus bohemicus (210 cm) \| \| \| \| |
|  | |
|  | Acutiramus macrophthalmus (200 cm)                                                                   |
|  | |
|  | Acutiramus bohemicus (210 cm)                                                                        |
|  | |

|  | Acutiramus macrophthalmus (200 cm) |
|  |                                    |
|  | Acutiramus bohemicus (210 cm)      |
|  |                                    |

|  | Jaekelopterus rhenaniae (250 cm)                                                                     |
|  | |
|  | \| \| Acutiramus macrophthalmus (200 cm) \| \| \| \| \| \| Acutiramus bohemicus (210 cm) \| \| \| \| |
|  | |
|  | Acutiramus macrophthalmus (200 cm)                                                                   |
|  | |
|  | Acutiramus bohemicus (210 cm)                                                                        |
|  | |

|  | Acutiramus macrophthalmus (200 cm) |
|  |                                    |
|  | Acutiramus bohemicus (210 cm)      |
|  |                                    |

|  | Erettopterus waylandsmithi (60 cm)                                                                  |
|  | |
|  | Erettopterus osiliensis (90 cm)                                                                     |
|  | |
|  | \| \| Erettopterus serricaudatus (60 cm) \| \| \| \| \| \| Erettopterus bilobus (70 cm) \| \| \| \| |
|  | |
|  | Erettopterus serricaudatus (60 cm)                                                                  |
|  | |
|  | Erettopterus bilobus (70 cm)                                                                        |
|  | |

|  | Erettopterus serricaudatus (60 cm) |
|  |                                    |
|  | Erettopterus bilobus (70 cm)       |
|  |                                    |

|  | Jaekelopterus rhenaniae (250 cm)                                                                     |
|  | |
|  | \| \| Acutiramus macrophthalmus (200 cm) \| \| \| \| \| \| Acutiramus bohemicus (210 cm) \| \| \| \| |
|  | |
|  | Acutiramus macrophthalmus (200 cm)                                                                   |
|  | |
|  | Acutiramus bohemicus (210 cm)                                                                        |
|  | |

|  | Acutiramus macrophthalmus (200 cm) |
|  |                                    |
|  | Acutiramus bohemicus (210 cm)      |
|  |                                    |

|  | Jaekelopterus rhenaniae (250 cm)                                                                     |
|  | |
|  | \| \| Acutiramus macrophthalmus (200 cm) \| \| \| \| \| \| Acutiramus bohemicus (210 cm) \| \| \| \| |
|  | |
|  | Acutiramus macrophthalmus (200 cm)                                                                   |
|  | |
|  | Acutiramus bohemicus (210 cm)                                                                        |
|  | |

|  | Acutiramus macrophthalmus (200 cm) |
|  |                                    |
|  | Acutiramus bohemicus (210 cm)      |
|  |                                    |

|  | Erettopterus waylandsmithi (60 cm)                                                                  |
|  | |
|  | Erettopterus osiliensis (90 cm)                                                                     |
|  | |
|  | \| \| Erettopterus serricaudatus (60 cm) \| \| \| \| \| \| Erettopterus bilobus (70 cm) \| \| \| \| |
|  | |
|  | Erettopterus serricaudatus (60 cm)                                                                  |
|  | |
|  | Erettopterus bilobus (70 cm)                                                                        |
|  | |

|  | Erettopterus serricaudatus (60 cm) |
|  |                                    |
|  | Erettopterus bilobus (70 cm)       |
|  |                                    |

|  | Jaekelopterus rhenaniae (250 cm)                                                                     |
|  | |
|  | \| \| Acutiramus macrophthalmus (200 cm) \| \| \| \| \| \| Acutiramus bohemicus (210 cm) \| \| \| \| |
|  | |
|  | Acutiramus macrophthalmus (200 cm)                                                                   |
|  | |
|  | Acutiramus bohemicus (210 cm)                                                                        |
|  | |

|  | Acutiramus macrophthalmus (200 cm) |
|  |                                    |
|  | Acutiramus bohemicus (210 cm)      |
|  |                                    |

|  | Jaekelopterus rhenaniae (250 cm)                                                                     |
|  | |
|  | \| \| Acutiramus macrophthalmus (200 cm) \| \| \| \| \| \| Acutiramus bohemicus (210 cm) \| \| \| \| |
|  | |
|  | Acutiramus macrophthalmus (200 cm)                                                                   |
|  | |
|  | Acutiramus bohemicus (210 cm)                                                                        |
|  | |

|  | Acutiramus macrophthalmus (200 cm) |
|  |                                    |
|  | Acutiramus bohemicus (210 cm)      |
|  |                                    |

|  | Erettopterus waylandsmithi (60 cm)                                                                  |
|  | |
|  | Erettopterus osiliensis (90 cm)                                                                     |
|  | |
|  | \| \| Erettopterus serricaudatus (60 cm) \| \| \| \| \| \| Erettopterus bilobus (70 cm) \| \| \| \| |
|  | |
|  | Erettopterus serricaudatus (60 cm)                                                                  |
|  | |
|  | Erettopterus bilobus (70 cm)                                                                        |
|  | |

|  | Erettopterus serricaudatus (60 cm) |
|  |                                    |
|  | Erettopterus bilobus (70 cm)       |
|  |                                    |

|  | Jaekelopterus rhenaniae (250 cm)                                                                     |
|  | |
|  | \| \| Acutiramus macrophthalmus (200 cm) \| \| \| \| \| \| Acutiramus bohemicus (210 cm) \| \| \| \| |
|  | |
|  | Acutiramus macrophthalmus (200 cm)                                                                   |
|  | |
|  | Acutiramus bohemicus (210 cm)                                                                        |
|  | |

|  | Acutiramus macrophthalmus (200 cm) |
|  |                                    |
|  | Acutiramus bohemicus (210 cm)      |
|  |                                    |

|  | Jaekelopterus rhenaniae (250 cm)                                                                     |
|  | |
|  | \| \| Acutiramus macrophthalmus (200 cm) \| \| \| \| \| \| Acutiramus bohemicus (210 cm) \| \| \| \| |
|  | |
|  | Acutiramus macrophthalmus (200 cm)                                                                   |
|  | |
|  | Acutiramus bohemicus (210 cm)                                                                        |
|  | |

|  | Acutiramus macrophthalmus (200 cm) |
|  |                                    |
|  | Acutiramus bohemicus (210 cm)      |
|  |                                    |

|  | Erettopterus waylandsmithi (60 cm)                                                                  |
|  | |
|  | Erettopterus osiliensis (90 cm)                                                                     |
|  | |
|  | \| \| Erettopterus serricaudatus (60 cm) \| \| \| \| \| \| Erettopterus bilobus (70 cm) \| \| \| \| |
|  | |
|  | Erettopterus serricaudatus (60 cm)                                                                  |
|  | |
|  | Erettopterus bilobus (70 cm)                                                                        |
|  | |

|  | Erettopterus serricaudatus (60 cm) |
|  |                                    |
|  | Erettopterus bilobus (70 cm)       |
|  |                                    |

|  | Jaekelopterus rhenaniae (250 cm)                                                                     |
|  | |
|  | \| \| Acutiramus macrophthalmus (200 cm) \| \| \| \| \| \| Acutiramus bohemicus (210 cm) \| \| \| \| |
|  | |
|  | Acutiramus macrophthalmus (200 cm)                                                                   |
|  | |
|  | Acutiramus bohemicus (210 cm)                                                                        |
|  | |

|  | Acutiramus macrophthalmus (200 cm) |
|  |                                    |
|  | Acutiramus bohemicus (210 cm)      |
|  |                                    |

|  | Jaekelopterus rhenaniae (250 cm)                                                                     |
|  | |
|  | \| \| Acutiramus macrophthalmus (200 cm) \| \| \| \| \| \| Acutiramus bohemicus (210 cm) \| \| \| \| |
|  | |
|  | Acutiramus macrophthalmus (200 cm)                                                                   |
|  | |
|  | Acutiramus bohemicus (210 cm)                                                                        |
|  | |

|  | Acutiramus macrophthalmus (200 cm) |
|  |                                    |
|  | Acutiramus bohemicus (210 cm)      |
|  |                                    |

|  | Erettopterus waylandsmithi (60 cm)                                                                  |
|  | |
|  | Erettopterus osiliensis (90 cm)                                                                     |
|  | |
|  | \| \| Erettopterus serricaudatus (60 cm) \| \| \| \| \| \| Erettopterus bilobus (70 cm) \| \| \| \| |
|  | |
|  | Erettopterus serricaudatus (60 cm)                                                                  |
|  | |
|  | Erettopterus bilobus (70 cm)                                                                        |
|  | |

|  | Erettopterus serricaudatus (60 cm) |
|  |                                    |
|  | Erettopterus bilobus (70 cm)       |
|  |                                    |

|  | Jaekelopterus rhenaniae (250 cm)                                                                     |
|  | |
|  | \| \| Acutiramus macrophthalmus (200 cm) \| \| \| \| \| \| Acutiramus bohemicus (210 cm) \| \| \| \| |
|  | |
|  | Acutiramus macrophthalmus (200 cm)                                                                   |
|  | |
|  | Acutiramus bohemicus (210 cm)                                                                        |
|  | |

|  | Acutiramus macrophthalmus (200 cm) |
|  |                                    |
|  | Acutiramus bohemicus (210 cm)      |
|  |                                    |

|  | Jaekelopterus rhenaniae (250 cm)                                                                     |
|  | |
|  | \| \| Acutiramus macrophthalmus (200 cm) \| \| \| \| \| \| Acutiramus bohemicus (210 cm) \| \| \| \| |
|  | |
|  | Acutiramus macrophthalmus (200 cm)                                                                   |
|  | |
|  | Acutiramus bohemicus (210 cm)                                                                        |
|  | |

|  | Acutiramus macrophthalmus (200 cm) |
|  |                                    |
|  | Acutiramus bohemicus (210 cm)      |
|  |                                    |

|  | Erettopterus waylandsmithi (60 cm)                                                                  |
|  | |
|  | Erettopterus osiliensis (90 cm)                                                                     |
|  | |
|  | \| \| Erettopterus serricaudatus (60 cm) \| \| \| \| \| \| Erettopterus bilobus (70 cm) \| \| \| \| |
|  | |
|  | Erettopterus serricaudatus (60 cm)                                                                  |
|  | |
|  | Erettopterus bilobus (70 cm)                                                                        |
|  | |

|  | Erettopterus serricaudatus (60 cm) |
|  |                                    |
|  | Erettopterus bilobus (70 cm)       |
|  |                                    |

|  | Jaekelopterus rhenaniae (250 cm)                                                                     |
|  | |
|  | \| \| Acutiramus macrophthalmus (200 cm) \| \| \| \| \| \| Acutiramus bohemicus (210 cm) \| \| \| \| |
|  | |
|  | Acutiramus macrophthalmus (200 cm)                                                                   |
|  | |
|  | Acutiramus bohemicus (210 cm)                                                                        |
|  | |

|  | Acutiramus macrophthalmus (200 cm) |
|  |                                    |
|  | Acutiramus bohemicus (210 cm)      |
|  |                                    |

|  | Jaekelopterus rhenaniae (250 cm)                                                                     |
|  | |
|  | \| \| Acutiramus macrophthalmus (200 cm) \| \| \| \| \| \| Acutiramus bohemicus (210 cm) \| \| \| \| |
|  | |
|  | Acutiramus macrophthalmus (200 cm)                                                                   |
|  | |
|  | Acutiramus bohemicus (210 cm)                                                                        |
|  | |

|  | Acutiramus macrophthalmus (200 cm) |
|  |                                    |
|  | Acutiramus bohemicus (210 cm)      |
|  |                                    |

|  | Erettopterus waylandsmithi (60 cm)                                                                  |
|  | |
|  | Erettopterus osiliensis (90 cm)                                                                     |
|  | |
|  | \| \| Erettopterus serricaudatus (60 cm) \| \| \| \| \| \| Erettopterus bilobus (70 cm) \| \| \| \| |
|  | |
|  | Erettopterus serricaudatus (60 cm)                                                                  |
|  | |
|  | Erettopterus bilobus (70 cm)                                                                        |
|  | |

|  | Erettopterus serricaudatus (60 cm) |
|  |                                    |
|  | Erettopterus bilobus (70 cm)       |
|  |                                    |

|  | Jaekelopterus rhenaniae (250 cm)                                                                     |
|  | |
|  | \| \| Acutiramus macrophthalmus (200 cm) \| \| \| \| \| \| Acutiramus bohemicus (210 cm) \| \| \| \| |
|  | |
|  | Acutiramus macrophthalmus (200 cm)                                                                   |
|  | |
|  | Acutiramus bohemicus (210 cm)                                                                        |
|  | |

|  | Acutiramus macrophthalmus (200 cm) |
|  |                                    |
|  | Acutiramus bohemicus (210 cm)      |
|  |                                    |

|  | Jaekelopterus rhenaniae (250 cm)                                                                     |
|  | |
|  | \| \| Acutiramus macrophthalmus (200 cm) \| \| \| \| \| \| Acutiramus bohemicus (210 cm) \| \| \| \| |
|  | |
|  | Acutiramus macrophthalmus (200 cm)                                                                   |
|  | |
|  | Acutiramus bohemicus (210 cm)                                                                        |
|  | |

|  | Acutiramus macrophthalmus (200 cm) |
|  |                                    |
|  | Acutiramus bohemicus (210 cm)      |
|  |                                    |

|  | Erettopterus waylandsmithi (60 cm)                                                                  |
|  | |
|  | Erettopterus osiliensis (90 cm)                                                                     |
|  | |
|  | \| \| Erettopterus serricaudatus (60 cm) \| \| \| \| \| \| Erettopterus bilobus (70 cm) \| \| \| \| |
|  | |
|  | Erettopterus serricaudatus (60 cm)                                                                  |
|  | |
|  | Erettopterus bilobus (70 cm)                                                                        |
|  | |

|  | Erettopterus serricaudatus (60 cm) |
|  |                                    |
|  | Erettopterus bilobus (70 cm)       |
|  |                                    |

|  | Jaekelopterus rhenaniae (250 cm)                                                                     |
|  | |
|  | \| \| Acutiramus macrophthalmus (200 cm) \| \| \| \| \| \| Acutiramus bohemicus (210 cm) \| \| \| \| |
|  | |
|  | Acutiramus macrophthalmus (200 cm)                                                                   |
|  | |
|  | Acutiramus bohemicus (210 cm)                                                                        |
|  | |

|  | Acutiramus macrophthalmus (200 cm) |
|  |                                    |
|  | Acutiramus bohemicus (210 cm)      |
|  |                                    |

|  | Jaekelopterus rhenaniae (250 cm)                                                                     |
|  | |
|  | \| \| Acutiramus macrophthalmus (200 cm) \| \| \| \| \| \| Acutiramus bohemicus (210 cm) \| \| \| \| |
|  | |
|  | Acutiramus macrophthalmus (200 cm)                                                                   |
|  | |
|  | Acutiramus bohemicus (210 cm)                                                                        |
|  | |

|  | Acutiramus macrophthalmus (200 cm) |
|  |                                    |
|  | Acutiramus bohemicus (210 cm)      |
|  |                                    |

|  | Erettopterus waylandsmithi (60 cm)                                                                  |
|  | |
|  | Erettopterus osiliensis (90 cm)                                                                     |
|  | |
|  | \| \| Erettopterus serricaudatus (60 cm) \| \| \| \| \| \| Erettopterus bilobus (70 cm) \| \| \| \| |
|  | |
|  | Erettopterus serricaudatus (60 cm)                                                                  |
|  | |
|  | Erettopterus bilobus (70 cm)                                                                        |
|  | |

|  | Erettopterus serricaudatus (60 cm) |
|  |                                    |
|  | Erettopterus bilobus (70 cm)       |
|  |                                    |

|  | Jaekelopterus rhenaniae (250 cm)                                                                     |
|  | |
|  | \| \| Acutiramus macrophthalmus (200 cm) \| \| \| \| \| \| Acutiramus bohemicus (210 cm) \| \| \| \| |
|  | |
|  | Acutiramus macrophthalmus (200 cm)                                                                   |
|  | |
|  | Acutiramus bohemicus (210 cm)                                                                        |
|  | |

|  | Acutiramus macrophthalmus (200 cm) |
|  |                                    |
|  | Acutiramus bohemicus (210 cm)      |
|  |                                    |

|  | Jaekelopterus rhenaniae (250 cm)                                                                     |
|  | |
|  | \| \| Acutiramus macrophthalmus (200 cm) \| \| \| \| \| \| Acutiramus bohemicus (210 cm) \| \| \| \| |
|  | |
|  | Acutiramus macrophthalmus (200 cm)                                                                   |
|  | |
|  | Acutiramus bohemicus (210 cm)                                                                        |
|  | |

|  | Acutiramus macrophthalmus (200 cm) |
|  |                                    |
|  | Acutiramus bohemicus (210 cm)      |
|  |                                    |

|  | Erettopterus waylandsmithi (60 cm)                                                                  |
|  | |
|  | Erettopterus osiliensis (90 cm)                                                                     |
|  | |
|  | \| \| Erettopterus serricaudatus (60 cm) \| \| \| \| \| \| Erettopterus bilobus (70 cm) \| \| \| \| |
|  | |
|  | Erettopterus serricaudatus (60 cm)                                                                  |
|  | |
|  | Erettopterus bilobus (70 cm)                                                                        |
|  | |

|  | Erettopterus serricaudatus (60 cm) |
|  |                                    |
|  | Erettopterus bilobus (70 cm)       |
|  |                                    |

|  | Jaekelopterus rhenaniae (250 cm)                                                                     |
|  | |
|  | \| \| Acutiramus macrophthalmus (200 cm) \| \| \| \| \| \| Acutiramus bohemicus (210 cm) \| \| \| \| |
|  | |
|  | Acutiramus macrophthalmus (200 cm)                                                                   |
|  | |
|  | Acutiramus bohemicus (210 cm)                                                                        |
|  | |

|  | Acutiramus macrophthalmus (200 cm) |
|  |                                    |
|  | Acutiramus bohemicus (210 cm)      |
|  |                                    |

|  | Jaekelopterus rhenaniae (250 cm)                                                                     |
|  | |
|  | \| \| Acutiramus macrophthalmus (200 cm) \| \| \| \| \| \| Acutiramus bohemicus (210 cm) \| \| \| \| |
|  | |
|  | Acutiramus macrophthalmus (200 cm)                                                                   |
|  | |
|  | Acutiramus bohemicus (210 cm)                                                                        |
|  | |

|  | Acutiramus macrophthalmus (200 cm) |
|  |                                    |
|  | Acutiramus bohemicus (210 cm)      |
|  |                                    |

|  | Erettopterus waylandsmithi (60 cm)                                                                  |
|  | |
|  | Erettopterus osiliensis (90 cm)                                                                     |
|  | |
|  | \| \| Erettopterus serricaudatus (60 cm) \| \| \| \| \| \| Erettopterus bilobus (70 cm) \| \| \| \| |
|  | |
|  | Erettopterus serricaudatus (60 cm)                                                                  |
|  | |
|  | Erettopterus bilobus (70 cm)                                                                        |
|  | |

|  | Erettopterus serricaudatus (60 cm) |
|  |                                    |
|  | Erettopterus bilobus (70 cm)       |
|  |                                    |

|  | Jaekelopterus rhenaniae (250 cm)                                                                     |
|  | |
|  | \| \| Acutiramus macrophthalmus (200 cm) \| \| \| \| \| \| Acutiramus bohemicus (210 cm) \| \| \| \| |
|  | |
|  | Acutiramus macrophthalmus (200 cm)                                                                   |
|  | |
|  | Acutiramus bohemicus (210 cm)                                                                        |
|  | |

|  | Acutiramus macrophthalmus (200 cm) |
|  |                                    |
|  | Acutiramus bohemicus (210 cm)      |
|  |                                    |

|  | Jaekelopterus rhenaniae (250 cm)                                                                     |
|  | |
|  | \| \| Acutiramus macrophthalmus (200 cm) \| \| \| \| \| \| Acutiramus bohemicus (210 cm) \| \| \| \| |
|  | |
|  | Acutiramus macrophthalmus (200 cm)                                                                   |
|  | |
|  | Acutiramus bohemicus (210 cm)                                                                        |
|  | |

|  | Acutiramus macrophthalmus (200 cm) |
|  |                                    |
|  | Acutiramus bohemicus (210 cm)      |
|  |                                    |

|  | Erettopterus waylandsmithi (60 cm)                                                                  |
|  | |
|  | Erettopterus osiliensis (90 cm)                                                                     |
|  | |
|  | \| \| Erettopterus serricaudatus (60 cm) \| \| \| \| \| \| Erettopterus bilobus (70 cm) \| \| \| \| |
|  | |
|  | Erettopterus serricaudatus (60 cm)                                                                  |
|  | |
|  | Erettopterus bilobus (70 cm)                                                                        |
|  | |

|  | Erettopterus serricaudatus (60 cm) |
|  |                                    |
|  | Erettopterus bilobus (70 cm)       |
|  |                                    |

|  | Jaekelopterus rhenaniae (250 cm)                                                                     |
|  | |
|  | \| \| Acutiramus macrophthalmus (200 cm) \| \| \| \| \| \| Acutiramus bohemicus (210 cm) \| \| \| \| |
|  | |
|  | Acutiramus macrophthalmus (200 cm)                                                                   |
|  | |
|  | Acutiramus bohemicus (210 cm)                                                                        |
|  | |

|  | Acutiramus macrophthalmus (200 cm) |
|  |                                    |
|  | Acutiramus bohemicus (210 cm)      |
|  |                                    |

|  | Jaekelopterus rhenaniae (250 cm)                                                                     |
|  | |
|  | \| \| Acutiramus macrophthalmus (200 cm) \| \| \| \| \| \| Acutiramus bohemicus (210 cm) \| \| \| \| |
|  | |
|  | Acutiramus macrophthalmus (200 cm)                                                                   |
|  | |
|  | Acutiramus bohemicus (210 cm)                                                                        |
|  | |

|  | Acutiramus macrophthalmus (200 cm) |
|  |                                    |
|  | Acutiramus bohemicus (210 cm)      |
|  |                                    |

|  | Erettopterus waylandsmithi (60 cm)                                                                  |
|  | |
|  | Erettopterus osiliensis (90 cm)                                                                     |
|  | |
|  | \| \| Erettopterus serricaudatus (60 cm) \| \| \| \| \| \| Erettopterus bilobus (70 cm) \| \| \| \| |
|  | |
|  | Erettopterus serricaudatus (60 cm)                                                                  |
|  | |
|  | Erettopterus bilobus (70 cm)                                                                        |
|  | |

|  | Erettopterus serricaudatus (60 cm) |
|  |                                    |
|  | Erettopterus bilobus (70 cm)       |
|  |                                    |

|  | Jaekelopterus rhenaniae (250 cm)                                                                     |
|  | |
|  | \| \| Acutiramus macrophthalmus (200 cm) \| \| \| \| \| \| Acutiramus bohemicus (210 cm) \| \| \| \| |
|  | |
|  | Acutiramus macrophthalmus (200 cm)                                                                   |
|  | |
|  | Acutiramus bohemicus (210 cm)                                                                        |
|  | |

|  | Acutiramus macrophthalmus (200 cm) |
|  |                                    |
|  | Acutiramus bohemicus (210 cm)      |
|  |                                    |

|  | Jaekelopterus rhenaniae (250 cm)                                                                     |
|  | |
|  | \| \| Acutiramus macrophthalmus (200 cm) \| \| \| \| \| \| Acutiramus bohemicus (210 cm) \| \| \| \| |
|  | |
|  | Acutiramus macrophthalmus (200 cm)                                                                   |
|  | |
|  | Acutiramus bohemicus (210 cm)                                                                        |
|  | |

|  | Acutiramus macrophthalmus (200 cm) |
|  |                                    |
|  | Acutiramus bohemicus (210 cm)      |
|  |                                    |

|  | Erettopterus waylandsmithi (60 cm)                                                                  |
|  | |
|  | Erettopterus osiliensis (90 cm)                                                                     |
|  | |
|  | \| \| Erettopterus serricaudatus (60 cm) \| \| \| \| \| \| Erettopterus bilobus (70 cm) \| \| \| \| |
|  | |
|  | Erettopterus serricaudatus (60 cm)                                                                  |
|  | |
|  | Erettopterus bilobus (70 cm)                                                                        |
|  | |

|  | Erettopterus serricaudatus (60 cm) |
|  |                                    |
|  | Erettopterus bilobus (70 cm)       |
|  |                                    |

|  | Jaekelopterus rhenaniae (250 cm)                                                                     |
|  | |
|  | \| \| Acutiramus macrophthalmus (200 cm) \| \| \| \| \| \| Acutiramus bohemicus (210 cm) \| \| \| \| |
|  | |
|  | Acutiramus macrophthalmus (200 cm)                                                                   |
|  | |
|  | Acutiramus bohemicus (210 cm)                                                                        |
|  | |

|  | Acutiramus macrophthalmus (200 cm) |
|  |                                    |
|  | Acutiramus bohemicus (210 cm)      |
|  |                                    |

|  | Jaekelopterus rhenaniae (250 cm)                                                                     |
|  | |
|  | \| \| Acutiramus macrophthalmus (200 cm) \| \| \| \| \| \| Acutiramus bohemicus (210 cm) \| \| \| \| |
|  | |
|  | Acutiramus macrophthalmus (200 cm)                                                                   |
|  | |
|  | Acutiramus bohemicus (210 cm)                                                                        |
|  | |

|  | Acutiramus macrophthalmus (200 cm) |
|  |                                    |
|  | Acutiramus bohemicus (210 cm)      |
|  |                                    |

|  | Erettopterus waylandsmithi (60 cm)                                                                  |
|  | |
|  | Erettopterus osiliensis (90 cm)                                                                     |
|  | |
|  | \| \| Erettopterus serricaudatus (60 cm) \| \| \| \| \| \| Erettopterus bilobus (70 cm) \| \| \| \| |
|  | |
|  | Erettopterus serricaudatus (60 cm)                                                                  |
|  | |
|  | Erettopterus bilobus (70 cm)                                                                        |
|  | |

|  | Erettopterus serricaudatus (60 cm) |
|  |                                    |
|  | Erettopterus bilobus (70 cm)       |
|  |                                    |

|  | Jaekelopterus rhenaniae (250 cm)                                                                     |
|  | |
|  | \| \| Acutiramus macrophthalmus (200 cm) \| \| \| \| \| \| Acutiramus bohemicus (210 cm) \| \| \| \| |
|  | |
|  | Acutiramus macrophthalmus (200 cm)                                                                   |
|  | |
|  | Acutiramus bohemicus (210 cm)                                                                        |
|  | |

|  | Acutiramus macrophthalmus (200 cm) |
|  |                                    |
|  | Acutiramus bohemicus (210 cm)      |
|  |                                    |

|  | Jaekelopterus rhenaniae (250 cm)                                                                     |
|  | |
|  | \| \| Acutiramus macrophthalmus (200 cm) \| \| \| \| \| \| Acutiramus bohemicus (210 cm) \| \| \| \| |
|  | |
|  | Acutiramus macrophthalmus (200 cm)                                                                   |
|  | |
|  | Acutiramus bohemicus (210 cm)                                                                        |
|  | |

|  | Acutiramus macrophthalmus (200 cm) |
|  |                                    |
|  | Acutiramus bohemicus (210 cm)      |
|  |                                    |

|  | Erettopterus waylandsmithi (60 cm)                                                                  |
|  | |
|  | Erettopterus osiliensis (90 cm)                                                                     |
|  | |
|  | \| \| Erettopterus serricaudatus (60 cm) \| \| \| \| \| \| Erettopterus bilobus (70 cm) \| \| \| \| |
|  | |
|  | Erettopterus serricaudatus (60 cm)                                                                  |
|  | |
|  | Erettopterus bilobus (70 cm)                                                                        |
|  | |

|  | Erettopterus serricaudatus (60 cm) |
|  |                                    |
|  | Erettopterus bilobus (70 cm)       |
|  |                                    |

|  | Jaekelopterus rhenaniae (250 cm)                                                                     |
|  | |
|  | \| \| Acutiramus macrophthalmus (200 cm) \| \| \| \| \| \| Acutiramus bohemicus (210 cm) \| \| \| \| |
|  | |
|  | Acutiramus macrophthalmus (200 cm)                                                                   |
|  | |
|  | Acutiramus bohemicus (210 cm)                                                                        |
|  | |

|  | Acutiramus macrophthalmus (200 cm) |
|  |                                    |
|  | Acutiramus bohemicus (210 cm)      |
|  |                                    |

|  | Jaekelopterus rhenaniae (250 cm)                                                                     |
|  | |
|  | \| \| Acutiramus macrophthalmus (200 cm) \| \| \| \| \| \| Acutiramus bohemicus (210 cm) \| \| \| \| |
|  | |
|  | Acutiramus macrophthalmus (200 cm)                                                                   |
|  | |
|  | Acutiramus bohemicus (210 cm)                                                                        |
|  | |

|  | Acutiramus macrophthalmus (200 cm) |
|  |                                    |
|  | Acutiramus bohemicus (210 cm)      |
|  |                                    |

|  | Erettopterus waylandsmithi (60 cm)                                                                  |
|  | |
|  | Erettopterus osiliensis (90 cm)                                                                     |
|  | |
|  | \| \| Erettopterus serricaudatus (60 cm) \| \| \| \| \| \| Erettopterus bilobus (70 cm) \| \| \| \| |
|  | |
|  | Erettopterus serricaudatus (60 cm)                                                                  |
|  | |
|  | Erettopterus bilobus (70 cm)                                                                        |
|  | |

|  | Erettopterus serricaudatus (60 cm) |
|  |                                    |
|  | Erettopterus bilobus (70 cm)       |
|  |                                    |

|  | Jaekelopterus rhenaniae (250 cm)                                                                     |
|  | |
|  | \| \| Acutiramus macrophthalmus (200 cm) \| \| \| \| \| \| Acutiramus bohemicus (210 cm) \| \| \| \| |
|  | |
|  | Acutiramus macrophthalmus (200 cm)                                                                   |
|  | |
|  | Acutiramus bohemicus (210 cm)                                                                        |
|  | |

|  | Acutiramus macrophthalmus (200 cm) |
|  |                                    |
|  | Acutiramus bohemicus (210 cm)      |
|  |                                    |

|  | Jaekelopterus rhenaniae (250 cm)                                                                     |
|  | |
|  | \| \| Acutiramus macrophthalmus (200 cm) \| \| \| \| \| \| Acutiramus bohemicus (210 cm) \| \| \| \| |
|  | |
|  | Acutiramus macrophthalmus (200 cm)                                                                   |
|  | |
|  | Acutiramus bohemicus (210 cm)                                                                        |
|  | |

|  | Acutiramus macrophthalmus (200 cm) |
|  |                                    |
|  | Acutiramus bohemicus (210 cm)      |
|  |                                    |

|  | Erettopterus waylandsmithi (60 cm)                                                                  |
|  | |
|  | Erettopterus osiliensis (90 cm)                                                                     |
|  | |
|  | \| \| Erettopterus serricaudatus (60 cm) \| \| \| \| \| \| Erettopterus bilobus (70 cm) \| \| \| \| |
|  | |
|  | Erettopterus serricaudatus (60 cm)                                                                  |
|  | |
|  | Erettopterus bilobus (70 cm)                                                                        |
|  | |

|  | Erettopterus serricaudatus (60 cm) |
|  |                                    |
|  | Erettopterus bilobus (70 cm)       |
|  |                                    |

|  | Jaekelopterus rhenaniae (250 cm)                                                                     |
|  | |
|  | \| \| Acutiramus macrophthalmus (200 cm) \| \| \| \| \| \| Acutiramus bohemicus (210 cm) \| \| \| \| |
|  | |
|  | Acutiramus macrophthalmus (200 cm)                                                                   |
|  | |
|  | Acutiramus bohemicus (210 cm)                                                                        |
|  | |

|  | Acutiramus macrophthalmus (200 cm) |
|  |                                    |
|  | Acutiramus bohemicus (210 cm)      |
|  |                                    |

|  | Jaekelopterus rhenaniae (250 cm)                                                                     |
|  | |
|  | \| \| Acutiramus macrophthalmus (200 cm) \| \| \| \| \| \| Acutiramus bohemicus (210 cm) \| \| \| \| |
|  | |
|  | Acutiramus macrophthalmus (200 cm)                                                                   |
|  | |
|  | Acutiramus bohemicus (210 cm)                                                                        |
|  | |

|  | Acutiramus macrophthalmus (200 cm) |
|  |                                    |
|  | Acutiramus bohemicus (210 cm)      |
|  |                                    |

|  | Erettopterus waylandsmithi (60 cm)                                                                  |
|  | |
|  | Erettopterus osiliensis (90 cm)                                                                     |
|  | |
|  | \| \| Erettopterus serricaudatus (60 cm) \| \| \| \| \| \| Erettopterus bilobus (70 cm) \| \| \| \| |
|  | |
|  | Erettopterus serricaudatus (60 cm)                                                                  |
|  | |
|  | Erettopterus bilobus (70 cm)                                                                        |
|  | |

|  | Erettopterus serricaudatus (60 cm) |
|  |                                    |
|  | Erettopterus bilobus (70 cm)       |
|  |                                    |

|  | Jaekelopterus rhenaniae (250 cm)                                                                     |
|  | |
|  | \| \| Acutiramus macrophthalmus (200 cm) \| \| \| \| \| \| Acutiramus bohemicus (210 cm) \| \| \| \| |
|  | |
|  | Acutiramus macrophthalmus (200 cm)                                                                   |
|  | |
|  | Acutiramus bohemicus (210 cm)                                                                        |
|  | |

|  | Acutiramus macrophthalmus (200 cm) |
|  |                                    |
|  | Acutiramus bohemicus (210 cm)      |
|  |                                    |

|  | Jaekelopterus rhenaniae (250 cm)                                                                     |
|  | |
|  | \| \| Acutiramus macrophthalmus (200 cm) \| \| \| \| \| \| Acutiramus bohemicus (210 cm) \| \| \| \| |
|  | |
|  | Acutiramus macrophthalmus (200 cm)                                                                   |
|  | |
|  | Acutiramus bohemicus (210 cm)                                                                        |
|  | |

|  | Acutiramus macrophthalmus (200 cm) |
|  |                                    |
|  | Acutiramus bohemicus (210 cm)      |
|  |                                    |

## Paleobiologia

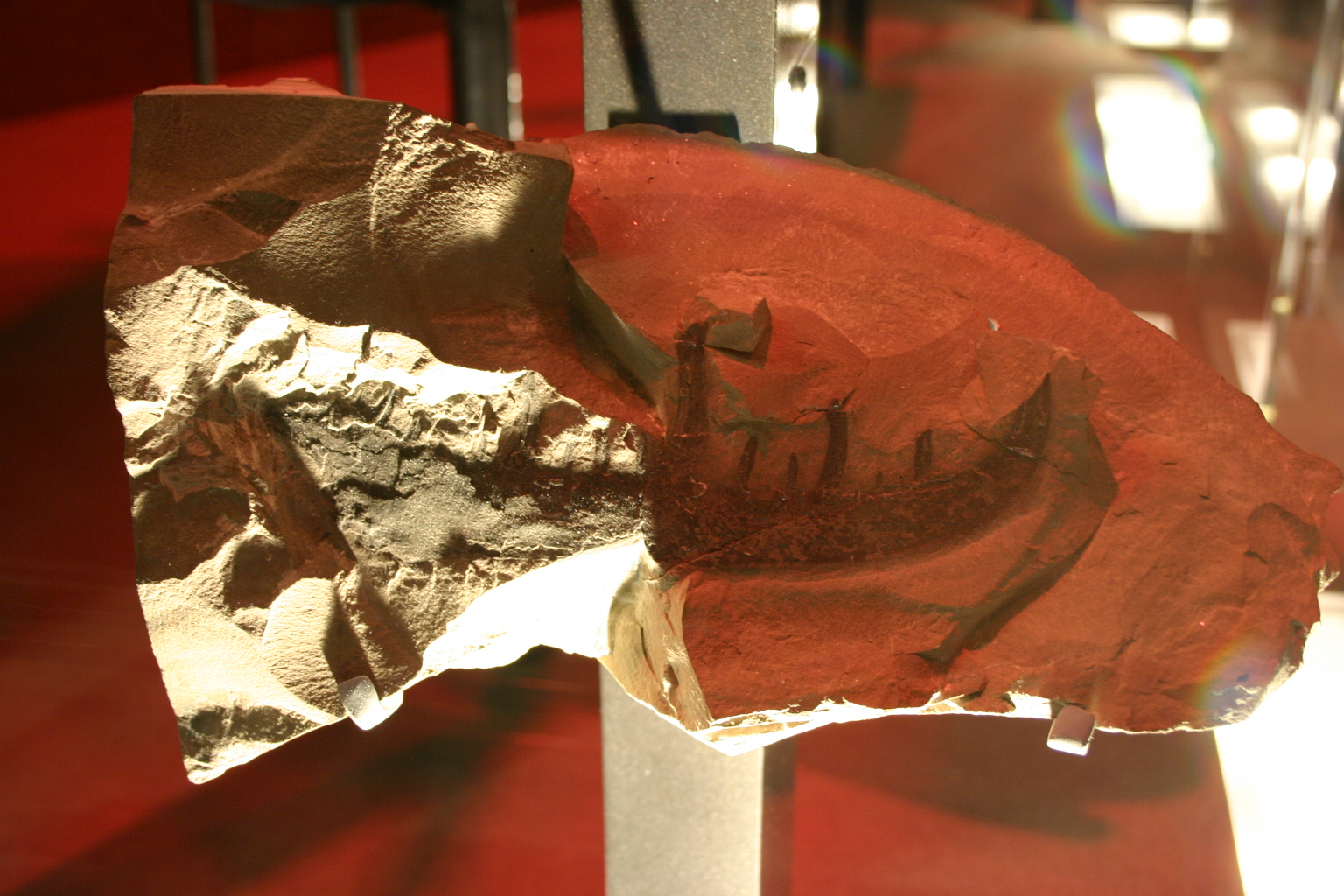
Garra de Acutiramus cummingsi

A morfologia queliceral e a acuidade visual dos euriptéridos pterigotídeos os separam em grupos ecológicos distintos. O método primário para determinar a acuidade visual em artrópodes é determinar o número de lentes em seus olhos compostos e o ângulo interomatidial (abreviado como IOA e referindo-se ao ângulo entre os eixos ópticos das lentes adjacentes). O IOA é especialmente importante, pois pode ser usado para distinguir diferentes papéis ecológicos em artrópodes, sendo baixo em predadores de artrópodes ativos modernos.
Em contraste com todos os outros gêneros de pterigotídeos, notadamente os muito visualmente aguçados Pterygotus e Jaekelopterus, os olhos de Acutiramus tinham baixa acuidade visual (com poucas lentes nos olhos compostos e altos valores de IOA), inconsistente com o estilo de vida tradicionalmente assumido para os pterigotídeos de "predadores visuais ativos e de alto nível". Os valores de IOA de Acutiramus mudavam durante a ontogenia, mas de forma oposta a outros pterigotídeos. A visão torna-se menos aguda em espécimes maiores, enquanto a visão tende a se tornar mais aguda em adultos em outros gêneros, como em Jaekelopterus. Os pterigotídeos podem, portanto, ter sido quase igualmente aguçados visualmente no início de seu ciclo de vida, tornando-se mais diferenciados durante o crescimento.

O tamanho das espécies maiores (Acutiramus bohemicus) e menores (Acutiramus floweri) de Acutiramus em comparação com um ser humano

As quelíceras de outros pterigotídeos serviam principalmente para funções de preensão e também podiam ser usadas para esmagar e perfurar em Pterygotus e Jaekelopterus, com garras grandes e robustas. Em contraste, as quelíceras de Acutiramus provavelmente serviam a uma função de corte ou cisalhamento. As quelíceras em si eram grandes, mas com dentículos diferenciados, dos quais um era serrilhado, longo e fortemente inclinado.
As diferenças em relação a outros pterigotídeos com base na acuidade visual e na morfologia das garras indicam que Acutiramus ocupava um papel ecológico distinto de outros membros do grupo e era um predador significativamente menos ativo. O sistema visual mais fraco e as garras de cisalhamento de Acutiramus sugerem que ele poderia ter sido um predador de emboscada, ou possivelmente um necrófago, que se alimentava de animais de corpo mole, alimentando-se durante a noite ou em outras condições de baixa luminosidade.

## Paleoecologia
Na Boémia, os euriptéridos pterigotídeos ocorrem em estratos que já foram ambientes marinhos, associados a fósseis marinhos comuns e diversos. Acutiramus bohemicus ocorre juntamente com fósseis de trilobitas como Prionopeltis e Schariya, bem como em conjuntos onde cefalópodes ortocônicos [en] são comuns. Nessas regiões, Acutiramus parece ter sido um predador dominante, com algumas (embora muito menos) ocorrências de espécies de Pterygotus. Fósseis provisoriamente classificados como Acutiramus bohemicus também foram descobertos no Wilson Creek Shale, de idade Pragiana, em Victoria, Austrália. Na formação Cunningham Creek do Siluriano, em New Brunswick, Canadá, fósseis de Acutiramus ocorrem juntamente com fósseis de vários peixes sem mandíbula, como Ctenopleuron nerepisense [en], Thelodus macintoshi [en] e Cyathaspis acadica [en]. Na formação Pozary, na República Tcheca, Acutiramus ocorre juntamente com conodontes de vários gêneros, incluindo Ozarkodina [en], Wurmiella [en], Oulodus [en], Belodella e Pseudooneotodus. O ambiente de ambas as formações era marinho durante o Siluriano.
A fronteira Siluriano-Devoniano não teve nenhum impacto notável em Acutiramus, com Acutiramus bohemicus evoluindo para Acutiramus perneri na Boémia e ainda constituindo uma parte importante da fauna marinha típica presente em seu ambiente. O ambiente em si era offshore, mas de águas relativamente rasas, com alguma influência da vida bêntica e condições anóxicas, mas geralmente um ambiente de vida pelágico com níveis normais de salinidade. Em algumas regiões, Acutiramus representa o euriptérido mais comumente recuperado, como Acutiramus bohemicus na Boémia, mas em outras, notavelmente no sul de Ontário, Canadá (Acutiramus macrophthalmus e Acutiramus cummingsi) e Williamsville, Nova Iorque [en] (Acutiramus cummingsi), o gênero representa um componente muito raro da fauna.